# Fontenelle (Côte-d’Or)
Fontenelle – miejscowość i gmina we Francji, w regionie Burgundia-Franche-Comté, w departamencie Côte-d’Or.
Według danych na rok 1990 gminę zamieszkiwało 109 osób, a gęstość zaludnienia wynosiła 11 osób/km² (wśród 2044 gmin Burgundii Fontenelle plasuje się na 801. miejscu pod względem liczby ludności, natomiast pod względem powierzchni na miejscu 936.).